# Сальпінгоофорит
Сальпінгоофори́т (лат. salpingoophoritis), аднексит (adnexitis) — запалення придатків матки (adnexa uteri). Ізольоване ураження маткової труби або яєчника спостерігається дуже рідко, зазвичай запальний процес охоплює трубу та яєчник, поширюючись часто на тазову очеревину. Сальпінгіт (salpingitis, від дав.-гр. σάλπιγξ — «маткова труба») — запалення маткових труб, оофорит (oophoritis) — запалення яєчників.

## Симптоми, перебіг
Першими при сальпінгоофариті уражаються маткові труби, при цьому запальним процесом можуть бути охоплені всі шари слизової оболонки однієї або обох труб, але частіше вражається тільки слизова оболонка труби, виникає катаральне запалення слизової оболонки труби — ендосальпінгіт. Запальний транссудат, накопичуючись в трубі, нерідко випливає через ампулярний отвір у черевну порожнину, навколо труби утворюються спайки, і черевний отвір труби закривається. Розвивається мішковинна пухлина з прозорим серозним вмістом — гідросальпінкс.
При важкому перебігу сальпінгіту, високій вірулентності мікроорганізмів з'являється гнійний вміст в трубі і виникає піосальпінкс (pyosalpinx). При піосальпінксі в малому тазі утворюються спайки з кишечником, сальником, сечовим міхуром. Гнійний процес може захоплювати і розплавляти всі великі області малого таза, поширюючись на всі внутрішні геніталії і прилеглі органи. У 2/3 хворих запальний процес з маткової труби переходить на яєчник (сальпінгоофорит).
У гострій стадії спостерігається біль внизу живота, блювота, підвищення температури. Може бути порушення менструального циклу (мено- та метроррагія). При дослідженні вагіни пальпуються збільшені болючі придатки матки (з однієї або двох сторін). Унаслідок різкої хворобливості іноді не вдається чітко визначити їхні межі. У крові лейкоцитоз, підвищена ШОЕ, зсув вліво білої формули крові. Процес може супроводжуватись пельвіоперитонітом.
У підгострій стадії температура знижується, зменшується біль, покращується загальний стан, нормалізуються показники крові. Захворювання не завжди закінчується одужанням; при переході сальпінгоофориту в хронічну стадію спостерігаються періодичні загострення, які супроводжуються болем, підвищенням температури, порушеннями менструальної функції.

## Причини розвитку аднекситу
Причини розвитку аднекситу можуть бути інфекційного генезу (хламідії, мікоплазми, уреаплазми, ентерококи, гонококи, стрептококи) із зараженням під час сексуальних контактів і після небезпечних абортів, введення внутрішньоматкової спіралі. Інфекція, потрапивши на вагінальну слизову, переноситься в маткові труби і яєчники, але можливе і зараження через кровоносні або лімфатичні судини з інших вогнищ запалення.

## Діагностика
Діагностику проводять на основі даних анамнезу та об'єктивного дослідження, при цьому враховують усі симптоми та результати бактеріологічного дослідження мазків з вагіни, шийки матки та сечовивідного каналу.

## Лікування
Лікування запальних захворювань неспецифічної етіології.
Лікування повинно проводитися лише фахівцем, оскільки самолікування може лише тимчасово привести до полегшення і сприяти переходу захворювання в хронічну форму. Наслідками цієї хвороби можуть бути утворення спайок, порушення прохідності маткових труб, що може стати причиною позаматкової вагітності та безпліддя. Чим швидше почнеться терапія, тим більше шансів на повне лікування, бо набагато складніше впоратися з хронічною формою і добитися повного одужання. Лікувальні заходи включають не тільки призначення антибактеріальних, протизапальних, знеболювальних засобів, а й курси вагінальних ванночок і інших процедур.